# Xã Marion, Quận Doniphan, Kansas
Xã Marion (tiếng Anh: Marion Township) là một xã thuộc quận Doniphan, tiểu bang Kansas, Hoa Kỳ. Năm 2010, dân số của xã này là 211 người.